# Intouchables (bande originale)
La bande originale du film est signée par Ludovico Einaudi. Les œuvres interprétées dans le Blind Test, le sont par le Capriccio Français sous la direction de Philippe Le Fèvre.

## Titres
| 1.    | Fly                                                                                         | 3:20 |
| 2.    | September                                                                                   | 3:33 |
| 3.    | Des Références...                                                                           | 1:08 |
| 4.    | Writing poems                                                                               | 4:09 |
| 5.    | The Ghetto                                                                                  | 4:57 |
| 6.    | L'arbre qui chante (Der Freischütz / Act 1 - 'Nein, Länger Trag' Ich Nicht Die Qualen' ...) | 1:01 |
| 7.    | You Goin' Miss Your Candyman                                                                | 7:18 |
| 8.    | Blind Test                                                                                  | 2:21 |
| 9.    | Boogie Wonderland                                                                           | 4:45 |
| 10.   | L'origine Nascosta                                                                          | 3:12 |
| 11.   | Feeling Good                                                                                | 2:53 |
| 12.   | Cache-Cache                                                                                 | 3:51 |
| 13.   | Vivaldi : Concerto pour 2 violons et orchestre à cordes en La mineur, Op. 3 N° 8 (Allegro)  | 3:21 |
| 14.   | Una Mattina                                                                                 | 6:41 |
| 15.   | Red Light                                                                                   | 4:29 |
| 56:59 |                                                                                             |      |

Autres œuvres entendues dans le film :
- Terry Callier : Your goin'miss your Candyman
- Frédérique Chopin : (Chopin)Liste des nocturnes|Nocturne op.2
- Schubert : Ave Maria
- Mozart : La Flûte enchantée
- Frédéric Chopin : Nocturne op.9no 1 en si bémol mineur
- Vivaldi : Les Quatre saisons, l'Été, interprété par le Capriccio Français, avec Patrick Bismuth, violon solo
- Bach : Badinerie de Ouvertures pour flûte traversière, 2 violons et alto en si mineur soliste Patrick Blanc - prélude de la suite pour violoncelle N° 1. BWV 1007, soliste Alice Coquart - 2e mouvement du concerto en fa mineur pour clavecin, soliste Stefano Intrieri
- Rimski-Korsakov : Le Vol du bourdon interprété par le Capriccio Français, direction Philippe Le Fèvre
- Stevie Wonder : Superstition